# Лёте
Лёте (фр. île de Lété) — остров на реке Нигер. Составляет 16 км в длину и 4 км в ширину. Расположен в 40 км от нигерского города Гайя. Площадь 40 км². Для острова характерно сезонное затопление земель, поэтому он ценен для скотоводов, так как после затоплений вырастает сочная трава.

## Конфликты
Вместе с другими мелкими островами на реке Нигер, остров Лёте долгое время был объектом противостояний между Нигером и Бенином, которое началось, когда ещё оба государства были колониями Франции. Война за границы началась в 1963 году, но в конце концов спор был решён мирным путём. В 2001 году обе страны привлекли к делу о владении островом Международный суд. В 12 июля 2005 года суд вынес решение о присоединении острова к Нигеру.